# Floris Burgers
Floris Burgers (Nijmegen, 30 januari 1994) is een voormalig voetballer die als middelvelder speelde. Tegenwoordig werkt hij als wetenschapper bij de Radboud Universiteit.
Burgers begon bij SV AWC en kwam in de E-jeugd in de jeugdopleiding van N.E.C.. In oktober 2013 werd hij vanuit Jong N.E.C./FC Oss bij de selectie van FC Oss gehaald en op 28 februari 2014 debuteerde hij als invaller voor Jorzolino Falkenstein in de thuiswedstrijd tegen FC Eindhoven (4-0). In de zomer van 2015 stapte hij over naar USV Hercules dat toen in de Topklasse Zondag uitkwam. Vanaf het seizoen 2020-2021 komt hij uit voor JOS Watergraafsmeer Daarna speelde Burgers nog voor AVV Swift in Amsterdam.
Naast voetballer is Burgers politiek actief voor de PvdA. Toen hij bij FC Oss speelde stond hij voor de PvdA Wijchen als lijstduwer op de kandidatenlijst voor de gemeenteraadsverkiezingen. In 2024 werd hij bestuurslid voor de PvdA in Amsterdam. Burgers promoveerde als antropoloog aan de University of East Anglia in Norwich op basis van etnografisch onderzoek naar onderwijs en sociale verandering in Oeganda. Sinds 2023 werkt Burgers voor de Radboud Universiteit in Nijmegen, hij doet onderzoek naar onderwijs en sociale ongelijkheid.